# Manuel Agostinho Barreto
Manuel Agostinho Barreto (7 de dezembro de 1835, Pedrogão Grande, Leiria - 26 de junho de 1911, Funchal), foi um bispo.

## Biografia
D. Manuel Agostinho Barreto, filho de José Agostinho Barreto e de sua mulher Maria Barreto, frequentou o seminário de Coimbra, onde passou à Faculdade de Teologia da Universidade. Em 1858, concluiu a licenciatura em Teologia e começou a carreira de presbítero na sua terra, voltou para Coimbra e de seguida para Porto devido à sua fama. No Porto, destacou-se como pregador, sendo escolhido várias vezes para os sermões mais solenes e as festas de maior relevo. Com a rápida aderência dos fieis, não tardou que o bispo de Lamego o convidasse para trabalhar na sua Diocese, onde a partir de 1864, começou a desempenhar funções de docente e, sucessivamente de cónego, vigário geral, provisor e governador do bispado, continuando a atrair as atenções. Em reconhecimento dos seus imensos dotes e serviços, Roma fez dele prelado doméstico de Sua Santidade, uma das dignidades que se abrigam debaixo da designação genérica de monsenhor.

## Os seus actos na Madeira
Em 1876, o bispo acabou por ser designado prelado para o arquipélago madeirense e a 4 de fevereiro de 1877, e rapidamente se deslocou para a Madeira onde chegou a 25 do mesmo mês de fevereiro. Pouco tempo depois de chegar, a 2 de março, tornava pública a primeira das muitas pastorais que produziu, na qual deixava já algumas pistas para os valores que orientariam o seu episcopado e fazia a sua apresentação aos diocesanos. Em 1881, Frederico Pinto Coelho publicava um opúsculo ("O Sudário Negro ou Apontamentos para a Biographia de D. Manuel Agostinho Barreto, Bispo do Funchal"), obra onde se compilavam contra o bispo, uma série de irregularidades cometidas, por ele diretamente ou por uns missionários que tinha levado para pregar na Diocese. O bispo era acusado de fazer ou mandar fazer, comércio com catecismos, bentinhos e outros itens semelhantes, de favorecer a delação do segredo da confissão, de obrigar o clero a fazer formação no Seminário, para se inteirar dos pecados de cada pároco e, até, de ter tido comportamentos menos próprios na Diocese de Lamego dos quais teriam resultado filhos. Esta obra, bastante mal intencionada e claramente parcial, foi de logo contestada pelo Cónego António Aires Pacheco, que respondeu com o "Sudario Negro no Banco dos Reos", e também por um autor de Lamego que fez sair um folheto intitulado de "O Excelentíssimo e Reverendíssimo Bispo do Funchal Desagravado pelos Lamecenses", com data de abril de 1882, no qual se reafirmava a honra do prelado e até dos próprios habitantes de Lamego. Tendo chegado à Madeira em 1877, logo em outubro do ano seguinte a sua intervenção no Seminário já se tornava visível através da reforma que empreendeu, e que passou pela criação de um ciclo de estudos preparatórios, pelo aumento do número de alunos internos e pela remodelação do espaço.
Manuel financiou ainda o prelado, em grande parte do seu bolso, pois lá gastou de uma generosa herança que recebera. Em 1909, ainda que esta construção não estivesse inteiramente pronta, começou a ser ocupada, mas logo em 1910, as forças da recém-implantada República confiscaram-na, retirando-lhe a possibilidade da formação de clérigos. No edifício, passou a funcionar a Escola de Belas Artes até 1933, altura em que voltou a ser um seminário, e em 1974, na Revolução de 25 de Abril, o Seminário foi ocupado para nele se instalar a Escola Preparatória Bartolomeu Perestrelo, que ali funcionou até 2004. Outro dos aspectos notáveis de D. Manuel Agostinho Barreto foi a produção de pastorais, textos que profusamente publicou e onde se condensa o pensamento religioso do antístite (quase todas se encontram transcritas no "Livro do Registo de Provimentos e Visitações Pastorais da freguesia de Ponta Delgada (1862-1910)").

### A morte
Considerado, por muitos como um dos “maiores prelados de Portugal”, D. Manuel Agostinho Barreto faleceu no Funchal, depois de 34 anos de episcopado, a 26 de junho de 1911, muito desgostoso com o destino final do seminário no qual muito investiu e que a república encerrara. Os seus restos mortais foram sepultados no cemitério das Angústias, mas, por determinações testamentais, cinco anos depois do falecimento, os seus ossos foram colocados numa urna e enterrados definitivamente no adro da capela da Penha de França.